# Клинтон (округ, Айова)
Кли́нтон (англ. Clinton County) — округ в США, штате Айова. На 2000 год численность населения составляла 50 149 человек. По оценке бюро переписи населения США в 2009 году население округа составляло 48 934 человек. Окружным центром является город Клинтон.

## История
Округ Клинтон был сформирован 21 декабря 1837 года.

## География
Согласно данным Бюро переписи населения США площадь округа Клинтон составляет 1799 км².

### Основные шоссе
- Шоссе 30
- Шоссе 61
- Шоссе 67
- Автострада 136

### Соседние округа
- Джэксон  (север)
- Карролл, Иллинойс  (северо-восток)
- Уайтсайд, Иллинойс  (восток)
- Рок-Айленд, Иллинойс  (юго-восток)
- Скотт  (юг)
- Сидар  (юго-запад)
- Джонс  (северо-запад)

## Демография
По данным переписи населения 2000 года в округе проживало 50 149 жителей. Среди них 23,7 % составляли дети до 18 лет, 16,6 % люди возрастом более 65 лет. 51,2 % населения составляли женщины.
Национальный состав был следующим: 94,7 % белых, 2,8 % афроамериканцев, 0,3 % представителей коренных народов, 0,9 % азиатов, 2,0 % латиноамериканцев. 1,3 % населения являлись представителями двух или более рас.
Средний доход на душу населения в округе составлял $17724. 12,0 % населения имело доход ниже прожиточного минимума. Средний доход на домохозяйство составлял $46851.
Также 85,6 % взрослого населения имело законченное среднее образование, а 14,4 % имело высшее образование.